# Brügger & Thomet MP9
Brügger & Thomet MP9 je automatski pištolj razvijen na temelju Steyr TMP-a te ga proizvodi švicarska tvtka Brügger & Thomet. Razlikuje se od austrijskog originala po kundaku koji se sklapa na desnu stranu te integriranim picatinny šinama i novoj sigurnosnoj blokadi okidača. Poluautomatska verzija nosi naziv TP9 te je slična Steyr SPP.

## Inačice
- TP9,
- TP9SF,
- TP9 Carbine,
- MP9-FX i
- MP9-M.

## Korisnici
- Indija: bombajska policija[4] te specijalna vojna jedinica Ghatak.[5]
- Indonezija: specijalna vojna jedinica Kopassus.[6]
- Portugal: portugalska vojska.[7]
- Švicarska: švicarska policija.[8]

## Vanjske poveznice
- MP9.ch
  - Informacije o MP9
  - Brošura o MP9
  - Korisničke instrukcije o MP9
- Recenzija o MP9